# 小行星列表/116201-116300
| 名稱         | 臨時編號  | 發現日期       | 發現地點   | 發現者                         |
| ------------ | --------- | -------------- | ---------- | ------------------------------ |
| 小行星116201 | 2003 XS15 | 2003年12月3日  | 可可尼诺县 | 洛厄尔天文台近地小行星搜寻计划 |
| 小行星116202 | 2003 XE19 | 2003年12月14日 | 帕洛马山   | 近地小行星追踪                 |
| 小行星116203 | 2003 XQ20 | 2003年12月14日 | 帕洛马山   | 近地小行星追踪                 |
| 小行星116204 | 2003 XD22 | 2003年12月12日 | 帕洛马山   | 近地小行星追踪                 |
| 小行星116205 | 2003 XR22 | 2003年12月5日  | 卡特林那   | 卡特林那巡天系统               |
| 小行星116206 | 2003 XZ32 | 2003年12月1日  | 基特峰     | 太空监视                       |
| 小行星116207 | 2003 XS34 | 2003年12月3日  | 索科罗     | 林肯近地小行星研究小组         |
| 小行星116208 | 2003 XY34 | 2003年12月3日  | 索科罗     | 林肯近地小行星研究小组         |
| 小行星116209 | 2003 XC35 | 2003年12月3日  | 索科罗     | 林肯近地小行星研究小组         |
| 小行星116210 | 2003 XT35 | 2003年12月3日  | 索科罗     | 林肯近地小行星研究小组         |
| 小行星116211 | 2003 XA36 | 2003年12月3日  | 索科罗     | 林肯近地小行星研究小组         |
| 小行星116212 | 2003 XP36 | 2003年12月3日  | 索科罗     | 林肯近地小行星研究小组         |
| 小行星116213 | 2003 XS36 | 2003年12月3日  | 索科罗     | 林肯近地小行星研究小组         |
| 小行星116214 | 2003 XA37 | 2003年12月3日  | 索科罗     | 林肯近地小行星研究小组         |
| 小行星116215 | 2003 XW39 | 2003年12月13日 | 帕洛马山   | 近地小行星追踪                 |
| 小行星116216 | 2003 XA41 | 2003年12月14日 | 基特峰     | 太空监视                       |
| 小行星116217 | 2003 XK41 | 2003年12月14日 | 基特峰     | 太空监视                       |
| 小行星116218 | 2003 XQ42 | 2003年12月15日 | 索科罗     | 林肯近地小行星研究小组         |
| 小行星116219 | 2003 YH   | 2003年12月16日 | 索科罗     | 林肯近地小行星研究小组         |
| 小行星116220 | 2003 YO2  | 2003年12月17日 | 基特峰     | 太空监视                       |
| 小行星116221 | 2003 YU3  | 2003年12月19日 | 索科罗     | 林肯近地小行星研究小组         |
| 小行星116222 | 2003 YW3  | 2003年12月16日 | 卡特林那   | 卡特林那巡天系统               |
| 小行星116223 | 2003 YD4  | 2003年12月16日 | 卡特林那   | 卡特林那巡天系统               |
| 小行星116224 | 2003 YN4  | 2003年12月16日 | 基特峰     | 太空监视                       |
| 小行星116225 | 2003 YS4  | 2003年12月16日 | 基特峰     | 太空监视                       |
| 小行星116226 | 2003 YU4  | 2003年12月16日 | 基特峰     | 太空监视                       |
| 小行星116227 | 2003 YX4  | 2003年12月16日 | 卡特林那   | 卡特林那巡天系统               |
| 小行星116228 | 2003 YZ4  | 2003年12月16日 | 卡特林那   | 卡特林那巡天系统               |
| 小行星116229 | 2003 YF5  | 2003年12月16日 | 基特峰     | 太空监视                       |
| 小行星116230 | 2003 YH5  | 2003年12月16日 | 卡特林那   | 卡特林那巡天系统               |
| 小行星116231 | 2003 YO5  | 2003年12月16日 | 卡特林那   | 卡特林那巡天系统               |
| 小行星116232 | 2003 YW5  | 2003年12月16日 | 基特峰     | 太空监视                       |
| 小行星116233 | 2003 YY5  | 2003年12月16日 | 可可尼诺县 | 洛厄尔天文台近地小行星搜寻计划 |
| 小行星116234 | 2003 YT6  | 2003年12月17日 | 可可尼诺县 | 洛厄尔天文台近地小行星搜寻计划 |
| 小行星116235 | 2003 YW8  | 2003年12月19日 | 索科罗     | 林肯近地小行星研究小组         |
| 小行星116236 | 2003 YH11 | 2003年12月17日 | 索科罗     | 林肯近地小行星研究小组         |
| 小行星116237 | 2003 YF12 | 2003年12月17日 | 索科罗     | 林肯近地小行星研究小组         |
| 小行星116238 | 2003 YJ12 | 2003年12月17日 | 索科罗     | 林肯近地小行星研究小组         |
| 小行星116239 | 2003 YR12 | 2003年12月17日 | 可可尼诺县 | 洛厄尔天文台近地小行星搜寻计划 |
| 小行星116240 | 2003 YQ13 | 2003年12月17日 | 卡特林那   | 卡特林那巡天系统               |
| 小行星116241 | 2003 YE14 | 2003年12月17日 | 索科罗     | 林肯近地小行星研究小组         |
| 小行星116242 | 2003 YY14 | 2003年12月17日 | 索科罗     | 林肯近地小行星研究小组         |
| 小行星116243 | 2003 YF15 | 2003年12月17日 | 索科罗     | 林肯近地小行星研究小组         |
| 小行星116244 | 2003 YZ15 | 2003年12月17日 | 可可尼诺县 | 洛厄尔天文台近地小行星搜寻计划 |
| 小行星116245 | 2003 YC16 | 2003年12月17日 | 可可尼诺县 | 洛厄尔天文台近地小行星搜寻计划 |
| 小行星116246 | 2003 YK16 | 2003年12月17日 | 可可尼诺县 | 洛厄尔天文台近地小行星搜寻计划 |
| 小行星116247 | 2003 YJ18 | 2003年12月17日 | 基特峰     | 太空监视                       |
| 小行星116248 | 2003 YN20 | 2003年12月17日 | 基特峰     | 太空监视                       |
| 小行星116249 | 2003 YS21 | 2003年12月17日 | 基特峰     | 太空监视                       |
| 小行星116250 | 2003 YK22 | 2003年12月18日 | 索科罗     | 林肯近地小行星研究小组         |
| 小行星116251 | 2003 YV23 | 2003年12月17日 | 索科罗     | 林肯近地小行星研究小组         |
| 小行星116252 | 2003 YW23 | 2003年12月17日 | 基特峰     | 太空监视                       |
| 小行星116253 | 2003 YV25 | 2003年12月18日 | 索科罗     | 林肯近地小行星研究小组         |
| 小行星116254 | 2003 YR26 | 2003年12月18日 | 基特峰     | 太空监视                       |
| 小行星116255 | 2003 YA27 | 2003年12月16日 | 可可尼诺县 | 洛厄尔天文台近地小行星搜寻计划 |
| 小行星116256 | 2003 YF27 | 2003年12月16日 | 伊德里亚   | Črni Vrh                       |
| 小行星116257 | 2003 YY27 | 2003年12月17日 | 帕洛马山   | 近地小行星追踪                 |
| 小行星116258 | 2003 YY29 | 2003年12月17日 | 帕洛马山   | 近地小行星追踪                 |
| 小行星116259 | 2003 YB30 | 2003年12月18日 | 基特峰     | 太空监视                       |
| 小行星116260 | 2003 YZ31 | 2003年12月18日 | 基特峰     | 太空监视                       |
| 小行星116261 | 2003 YF32 | 2003年12月18日 | 索科罗     | 林肯近地小行星研究小组         |
| 小行星116262 | 2003 YJ32 | 2003年12月18日 | 索科罗     | 林肯近地小行星研究小组         |
| 小行星116263 | 2003 YR32 | 2003年12月22日 | 帕洛马山   | 近地小行星追踪                 |
| 小行星116264 | 2003 YY32 | 2003年12月16日 | 基特峰     | 太空监视                       |
| 小行星116265 | 2003 YB33 | 2003年12月16日 | 卡特林那   | 卡特林那巡天系统               |
| 小行星116266 | 2003 YF33 | 2003年12月16日 | 基特峰     | 太空监视                       |
| 小行星116267 | 2003 YX33 | 2003年12月17日 | 可可尼诺县 | 洛厄尔天文台近地小行星搜寻计划 |
| 小行星116268 | 2003 YU34 | 2003年12月18日 | 索科罗     | 林肯近地小行星研究小组         |
| 小行星116269 | 2003 YB35 | 2003年12月18日 | 海勒卡拉   | 近地小行星追踪                 |
| 小行星116270 | 2003 YJ35 | 2003年12月19日 | 索科罗     | 林肯近地小行星研究小组         |
| 小行星116271 | 2003 YQ35 | 2003年12月19日 | 索科罗     | 林肯近地小行星研究小组         |
| 小行星116272 | 2003 YA41 | 2003年12月19日 | 基特峰     | 太空监视                       |
| 小行星116273 | 2003 YX41 | 2003年12月19日 | 基特峰     | 太空监视                       |
| 小行星116274 | 2003 YX42 | 2003年12月19日 | 基特峰     | 太空监视                       |
| 小行星116275 | 2003 YH43 | 2003年12月19日 | 索科罗     | 林肯近地小行星研究小组         |
| 小行星116276 | 2003 YE44 | 2003年12月19日 | 基特峰     | 太空监视                       |
| 小行星116277 | 2003 YS45 | 2003年12月17日 | 可可尼诺县 | 洛厄尔天文台近地小行星搜寻计划 |
| 小行星116278 | 2003 YY45 | 2003年12月17日 | 索科罗     | 林肯近地小行星研究小组         |
| 小行星116279 | 2003 YG46 | 2003年12月17日 | 帕洛马山   | 近地小行星追踪                 |
| 小行星116280 | 2003 YH47 | 2003年12月17日 | 基特峰     | 太空监视                       |
| 小行星116281 | 2003 YR47 | 2003年12月18日 | 索科罗     | 林肯近地小行星研究小组         |
| 小行星116282 | 2003 YU50 | 2003年12月18日 | 索科罗     | 林肯近地小行星研究小组         |
| 小行星116283 | 2003 YS51 | 2003年12月18日 | 索科罗     | 林肯近地小行星研究小组         |
| 小行星116284 | 2003 YC52 | 2003年12月18日 | 索科罗     | 林肯近地小行星研究小组         |
| 小行星116285 | 2003 YG52 | 2003年12月18日 | 索科罗     | 林肯近地小行星研究小组         |
| 小行星116286 | 2003 YB53 | 2003年12月19日 | 索科罗     | 林肯近地小行星研究小组         |
| 小行星116287 | 2003 YF54 | 2003年12月19日 | 基特峰     | 太空监视                       |
| 小行星116288 | 2003 YV54 | 2003年12月19日 | 索科罗     | 林肯近地小行星研究小组         |
| 小行星116289 | 2003 YO55 | 2003年12月19日 | 索科罗     | 林肯近地小行星研究小组         |
| 小行星116290 | 2003 YO56 | 2003年12月19日 | 索科罗     | 林肯近地小行星研究小组         |
| 小行星116291 | 2003 YD57 | 2003年12月19日 | 索科罗     | 林肯近地小行星研究小组         |
| 小行星116292 | 2003 YO57 | 2003年12月19日 | 索科罗     | 林肯近地小行星研究小组         |
| 小行星116293 | 2003 YU57 | 2003年12月19日 | 索科罗     | 林肯近地小行星研究小组         |
| 小行星116294 | 2003 YE58 | 2003年12月19日 | 索科罗     | 林肯近地小行星研究小组         |
| 小行星116295 | 2003 YL58 | 2003年12月19日 | 索科罗     | 林肯近地小行星研究小组         |
| 小行星116296 | 2003 YT58 | 2003年12月19日 | 索科罗     | 林肯近地小行星研究小组         |
| 小行星116297 | 2003 YR59 | 2003年12月19日 | 基特峰     | 太空监视                       |
| 小行星116298 | 2003 YY59 | 2003年12月19日 | 基特峰     | 太空监视                       |
| 小行星116299 | 2003 YJ60 | 2003年12月19日 | 基特峰     | 太空监视                       |
| 小行星116300 | 2003 YW60 | 2003年12月19日 | 索科罗     | 林肯近地小行星研究小组         |